# Buckey O'Neill
Pour les articles homonymes, voir O'Neill.
William Owen « Buckey » O'Neill, né le 2 février 1860 à Saint-Louis et mort le 1er juillet 1898 à Cuba, est un shérif, journaliste, homme politique et avocat américain.
Il est notable pour avoir été capitaine dans les Rough Riders de Theodore Roosevelt, et maire de la ville de Prescott.
Il fait partie du folklore de l'État d'Arizona.

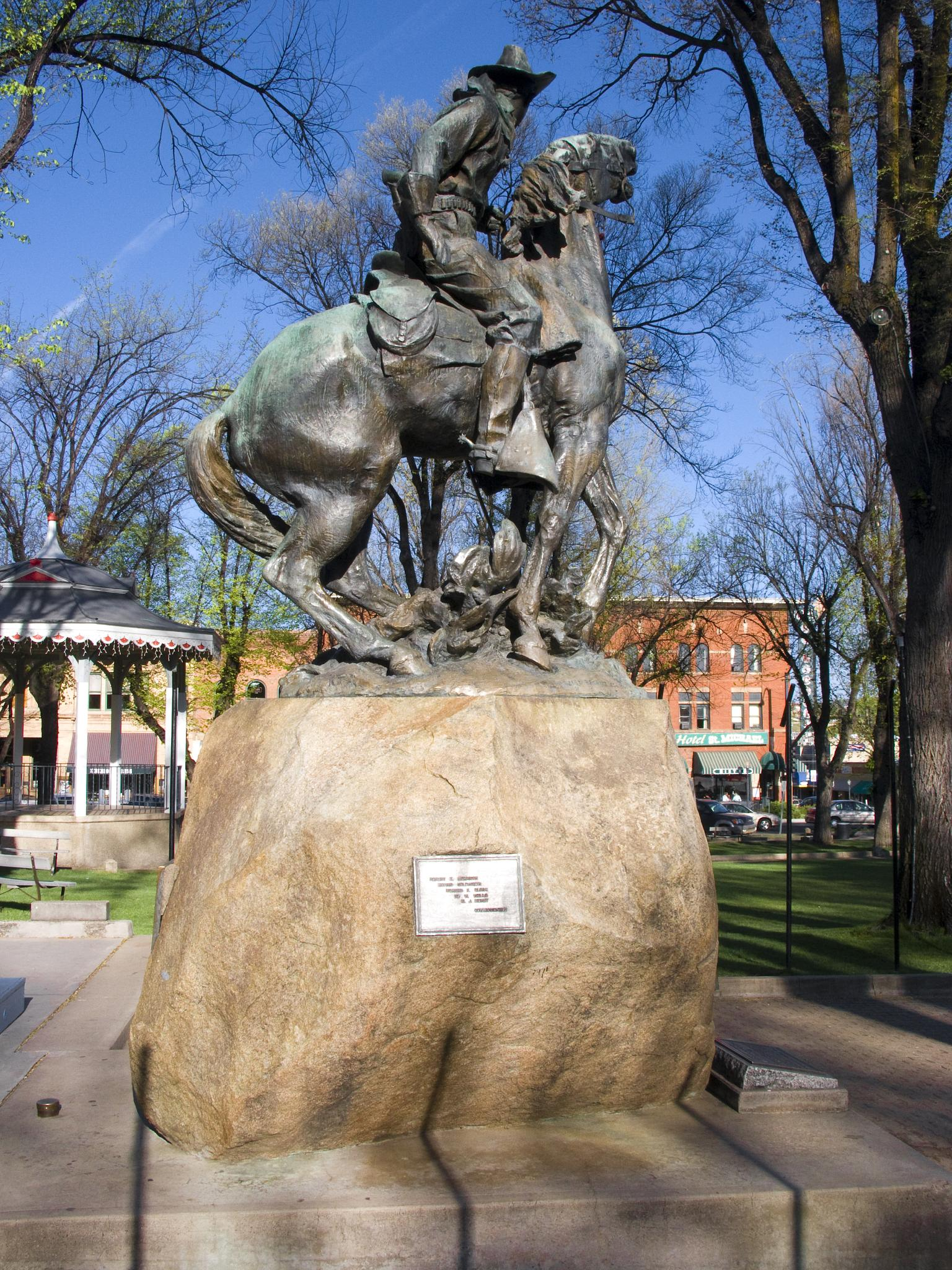
Monument à Bucky O'Neill de Solon Borglum à Prescott.
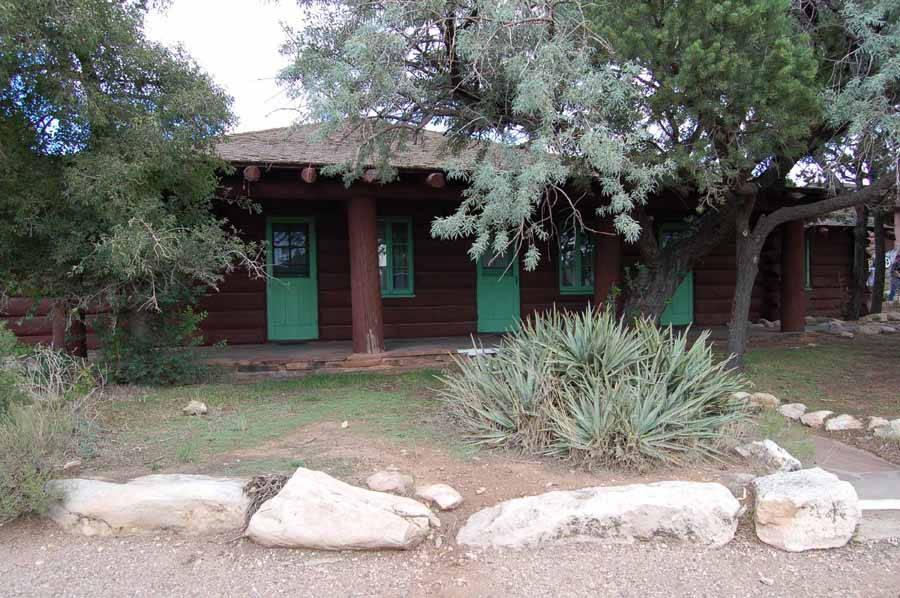
La Buckey O'Neill Cabin, construite au début des années 1890 à Grand Canyon Village par Buckey O'Neill.